# Derobrachus smithi
Derobrachus smithi är en skalbaggsart som beskrevs av Bates 1892. Derobrachus smithi ingår i släktet Derobrachus och familjen långhorningar. Inga underarter finns listade i Catalogue of Life.